# Githa Michiels
Githa Michiels (Edegem, 28 maart 1983) is een Belgisch wielrenster, vooral actief in het mountainbiken. 

## Carrière
Ze verdedigde haar land tweemaal op de Olympische Zomerspelen. In 2016 werd ze 21e in het Mountainbiken, ruim 10 minuten achter de Zweedse winnares Jenny Rissveds. In 2021 te Tokio werd ze er 33e.
In 2018 veroverde ze op 35-jarige leeftijd het brons op de Europese kampioenschappen mountainbike in Glasgow. Anno 2019 behaalde Michiels reeds 11 nationale titels in het mountainbiken, in verscheidene disciplines. Zo was ze al acht keer de beste in de 'crosscountry' (2008, 2012-2018), twee keer in de 'cross country eliminator' (2012, 2013) één keer in de 'marathon' (2008). In de winter rijdt Michiels ook in het veld. Zo werd ze zowel in 2014 als 2015 derde tijdens de Belgische kampioenschappen veldrijden.
In mei 2023 kondigde ze haar afscheid van de topsport aan.

## Erelijst

### Marathon
2008
- BK

2011
- Strandrace De Panne

2012
- Strandrace Blankenberge

2013
- Strandrace Knokke

2014
- 1e, 2e en 3e etappe Belgian Mountainbike Challenge
- Eindklassement Belgian Mountainbike Challenge
- 2e etappe Alpentour Trophy

2015
- 6e etappe Andalucia Bike Race
- 1e, 2e en 3e etappe Belgian Mountainbike Challenge
- Eindklassement Belgian Mountainbike Challenge

2016
- 1e etappe Copa Catalana Internacional

2017
- 2e etappe Cyprus Sunshine Cup
- Eindklassement Cyprus Sunshine Cup

2018
- 3e etappe Alpentour Trophy
- 3e etappe Epic Israel

2019
- 1e, 3e en 4e etappe Costa Blanca Bike Race
- 1e, 2e en 3e etappe Alpentour Trophy
- Eindklassement Alpentour Trophy

2020
- 1e, 2e, 3e en 4e etappe Costa Blanca Bike Race
- Eindklassement Costa Blanca Bike Race

### Cross-Country
| Seizoen | Wereldbeker | OS  | WK  | EK  | BK     | Overige                                                              | Totaal aantal zeges |  |
| ------- | ----------- | --- | --- | --- | ------ | -------------------------------------------------------------------- | ------------------- |  |
| 2005    |             | NVT | DNS | 48e |        |                                                                      | 0                   |  |
| 2006    |             | NVT | DNS | 32e | Zilver |                                                                      | 0                   |  |
| 2007    |             | NVT | DNS | DNS |        |                                                                      | 0                   |  |
| 2008    |             | DNS | DNS | DNS | Goud   |                                                                      | 1                   |  |
| 2009    |             | NVT | 29e | 20e | Brons  |                                                                      | 0                   |  |
| 2010    |             | NVT | DNS | DNS | Zilver |                                                                      | 0                   |  |
| 2011    |             | NVT | DNS | DNS | Brons  |                                                                      | 0                   |  |
| 2012    |             | DNS | DNS | DNS | Goud   | St-Vith, Geraardsbergen, Groesbeek, Zoetemeer                        | 5                   |  |
| 2013    |             | NVT | 32e | 15e | Goud   | Apeldoorn, Hadleigh Farm, Zoetermeer                                 | 2                   |  |
| 2014    |             | NVT | 20e | 5e  | Goud   | Codham Park, Houffalize, Landgraaf, St-Vith, Sherwood Pines, Malmedy | 7                   |  |
| 2015    |             | NVT | 17e | 11e | Goud   | Barcelona, Sherwood Pines, Érezée, Eupen                             | 5                   |  |
| 2016    |             | 21e | 45e | 16e | Goud   | Banyoles, Beringen, Graz, Eupen                                      | 5                   |  |
| 2017    |             | NVT | 21e | 11e | Goud   | Marseille, Beringen                                                  | 3                   |  |
| 2018    |             | NVT | 11e | ↑   | Goud   | Kluisbergen                                                          | 2                   |  |
| 2019    |             | NVT | 19e | 7e  | Goud   | Beringen, Valladolid, Barcelona, Avis                                | 5                   |  |
| 2020    |             | NVT | 25e | DNS | NVT    | Beringen                                                             | 1                   |  |
| 2021    |             | 33e | 29e | 7e  | Zilver | Alanya I, Alanya II, Alanya III, Incekum, Theodora                   | 5                   |  |
|         |             |     |     |     |        |                                                                      |                     |  |
| Totaal  | 0           | 0   | 0   | 0   | 10     | 28                                                                   | 38                  |  |